# Anselm Franz Freiherr von Ritter zu Groenesteyn
Le baron (Freiherr en allemand) Anselm Franz von Ritter zu Groenesteyn (ou Grünstein) (1692- 1765) était un noble allemand connu en tant qu'architecte et directeur général des constructions du prince-électeur de Mayence. Il fut aussi conseiller privé et trésorier du prince-électeur, et un temps gouverneur (« Vitztum »).

## Biographie
Son grand-père Stefan von Ritter, originaire de Groenesteyn en Hollande, s'est installé dans la ville allemande de Kiedrich en Rheingau où il a épousé une héritière de la maison Schwalbacherhof, laissant à Anselm un patrimoine familial important.
En 1730, Anselm von Ritter fait démolir la résidence familiale et construit à la place le Château Groenesteyn, un édifice baroque de trois ailes avec une chapelle. Il choisit comme décorateur le mayençais Georg Hennicke, élève du Français Jean Bérain, qui a travaillé aussi à l'église de Walldürn dans le Bade-Wurtemberg. Le château appartient aujourd'hui encore au patrimoine familial.

## Œuvre
En tant que directeur des constructions ou architecte, il participe à divers grands projets dans les territoires sous l'influence de la famille Schönborn. Il est notamment à l'origine de ces bâtiments dans l'Électorat de Mayence :
- Deutschhaus (Hôtel de l'ordre Teutonique à Mayence)
- Palais Bassenheim à Mayence
- Palais baroque à Bruchsal, nouvelle résidence de l'évêque de Spire
- Résidence de Würzburg
- Couvent de Gössweinstein
- Chateau Jägersburg, résidence d'été de l'évêque de Bamberg
- Église de l'abbaye de Banz
- Église de l'abbaye d'Amorbach/Odenwald
- Balustrade en pierre du Château de Biebrich
- Palais Bönnigheim
- Hôtel de Stadion à Mayence

### Supervision
- Hôtel de l'ordre du Saint-Sépulcre (Mayence)